# قصعين أشعر
قصعين أشعر (الاسم العلمي:Salvia pilifera) هو نوع من النباتات يتبع جنس القصعين من الفصيلة الشفوية.